# Athénské olympijské tenisové centrum
Athénské olympijské tenisové centrum (řecky: Ολυμπιακό Κέντρο Αντισφαίρισης; anglicky: Athens Olympic Tennis Centre) je tenisový areál ležící v athénském olympijském sportovním komplexu, který hostil soutěže tenisového turnaje na Letních olympijských hrách 2004.
Obsahuje šestnáct soutěžních dvorců. Dokončen byl v únoru 2004 a oficiálně otevřen 2. srpna téhož roku.
Centrální kurt, oficiálně Main Court, má kapacitu 8 600 diváků, která byla během olympiády snížena na 6 000. Na další dva dvorce, na nichž se také odehrály semifinálová utkání, má přístup 4 300 diváků, během olympijského turnaje byl počet zredukován na 3 200. Každý ze zbylých třinácti kurtů má kapacitu dvě stě osob.
Na dvorcích je položen povrch DecoTurf, na němž se odehrává také čtvrtý grandslam sezóny US Open. Nevýhodou centrálního dvorce je přílišná plocha s tribunami začínajícími ve větší vzdálenosti, než je obvyklé.